# 암포라

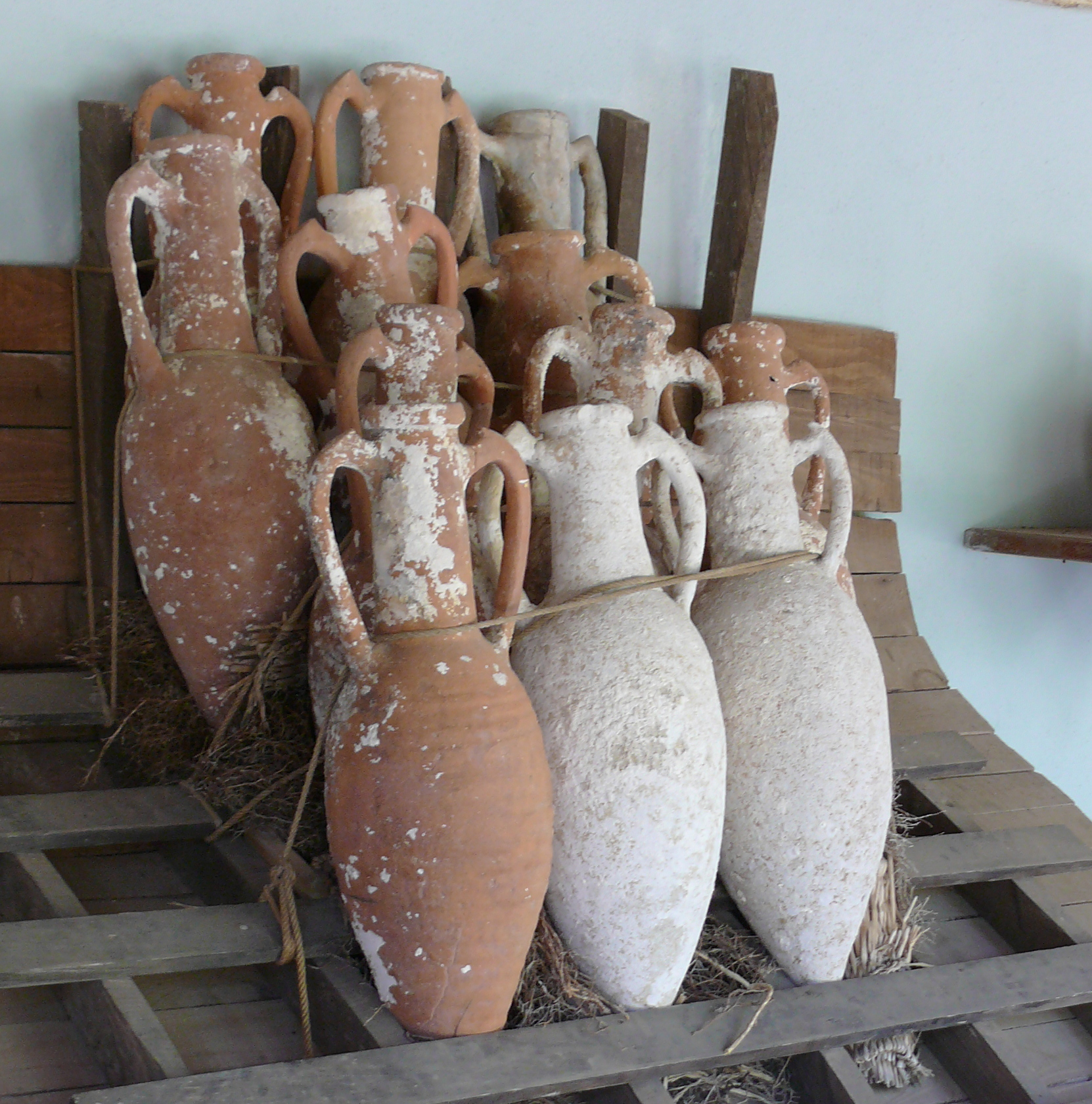

암포라(그리스어: Αμφορέας, 영어: amphora)는 고대에 쓰이던 특이한 형식의 용기이다. 암포라는 신석기 시대부터 나타나기 시작했으며, 액체 고체를 막론하고 다양한 물품들을 저장하고 운송하는 수단으로 사용되었으나, 대개는 포도주를 담았다. 대개 도자기로 만들어졌으나 드물게 금속이나 다른 재료로 만들어진 것이 발견되기도 한다. 또한 고대 사람들은 암포라 안에 자신들의 생활이나 모습, 신들 따위를 그려넣었다.